# Vévoda z Gloucesteru

Vévoda z Gloucesteru je britský královský titul, často udělovaný jednomu ze synů vládnoucího monarchy.
Poprvé byl titul udělen roku 1385 Tomášovi z Woodstocku, který byl syn krále Eduarda III. Titul zanikl po jeho smrti, jako se to stalo u druhého držitele Humphreyho z Gloucesteru, syna krále Jindřicha IV. Anglického.
Dále byl titul udělen Richardu Plantagenetovi, bratrovi krále Eduarda IV. Poté, co se stal králem (1483), byl titul sloučen s korunou. Po Richardově smrti byl titul považován za zlověstný z důvodu úmrtí všech držitelů bez dědiců. Titul byl znovu udělen až po 150 letech a to Jindřichu Stuartovi, synu krále Karla I. Stuarta. Po jeho smrti opět titul zanikl.
Princ Vilém, syn královny Anny Stuartovny, byl celý život titulován tímto titulem, avšak formálně udělen mu nikdy nebyl. Stejně tak tento titul používal princ Frederik Ludvík Hannoverský.
Roku 1764 byl titul znovu obnoven s přidáním přídomku z Edinburghu a udělen bratrovi krále Jiřího III. princi Vilému Jindřichovi. Od tohoto roku byl titulován jako vévoda z Gloucesteru a Edinburghu.
K pátému a poslednímu obnovení došlo roku 1928, kdy byl titul udělen princi Henrymu, synovi krále Jiřího V. Po jeho smrti zdědil titul jeho syn princ Richard, který je jeho současným držitelem. Dědicem je jeho syn Alexander, hrabě z Ulsteru.

## Seznam vévodů

### Vévoda z Gloucesteru, první vytvoření (1385)
- Tomáš z Woodstocku (1355–1397), úmrtí bez mužských potomků

### Vévoda z Gloucesteru, druhé vytvoření (1414)
- Humphrey z Gloucesteru (1390–1447), úmrtí bez mužských potomků

### Vévoda z Gloucesteru, třetí vytvoření (1461)
- Richard Plantagenet (1452–1485), později král

### Vévoda z Gloucesteru, čtvrté vytvoření (1659)
- Jindřich Stuart (1640–1660), svobodný a bezdětný

### Vévoda z Gloucesteru, titulováni
- Princ Vilém (1689–1700), svobodný a bezdětný
- Frederik Ludvík Hannoverský (1707–1751)

### Vévoda z Gloucesteru, páté vytvoření (1928)
- Princ Henry (1900–1974)
- Princ Richard (nar. 1944)